# 버뮤다의 기

버뮤다의 기 비율 1:2

버뮤다의 정부기

버뮤다의 총독기

버뮤다의 기는 1910년 10월 4일에 제정되었으며 현재의 기는 1999년에 수정되었다. 빨간색 바탕에 왼쪽 상단에는 영국의 국기가 그려져 있으며 오른쪽 하단에는 버뮤다의 문장이 그려져 있다. 총독기는 영국의 국기 중앙에 버뮤다의 문장이 그려진 형태의 기를 사용한다.

## 역대 버뮤다의 기

버뮤다의 기 (1875년-1910년)
버뮤다의 기 (1910년-1999년)
버뮤다의 정부기 (1910년-1999년)

## 같이 보기
- 온타리오주의 기
- 매니토바주의 기